# اوگن پولانسکی
اوگن پولانسکی (زاده ۱۷ مارس ۱۹۸۶) بازیکن فوتبال اهل کشور لهستان است.
وی سابقه ۸ بازی و ۰ گل ملی برای تیم ملی فوتبال لهستان در کارنامه دارد، همچنین پست تخصصی او، هافبک است.